# Eurofruit
Eurofruit és una fira de mostres que se celebra anualment pels volts de Sant Miquel al recinte firal de Fira de Lleida ubicat als Camps Elisis de la ciutat de Lleida i dirigida als professionals proveïdors de la indústria fructícola.

## Història
El 1960, coincidint amb la consolidació del sector fructícola dins l'economia lleidatana, se celebrà un congrés internacional de la fruita que va constituir la llavor de la celebració de Eurofruit.
La primera edició fou el 1985, i des de llavors s'ha celebrat sempre paral·lelament a la Fira Agrària de Sant Miquel, les primeres edicions en format saló de San Miquel.
A partir de l'any 2009, Fira de Lleida decideix repensar el saló estratègicament ampliant-lo a serveis, tecnologia i maquinària associada a la fruita. Amb la col·laboració d'Afrucat, Associació Empresarial de Fruita de Catalunya, impulsen la conversió en fira internacional d'Eurofruit.

## Instal·lacions
Situades al costat del riu Segre i dins del recinte dels camps elisis, són molt properes al Centre històric de Lleida. En concret la fira ocupa els pavellons 3 i 4 de Fira de Lleida, oferint més de 8.000 m² de superfície d'exposició:
- Pavelló 3. Superfície: 3.500 m²
- Pavelló 4. Superfície: 4.500 m²
- Connexió entre els Pavellons 3 i 4. Superfície: 450 m²

## Sectors representats[7]
- Embalatges
- Obtentors i viveristes
- Defensa vegetal
- Maquinària industrial
- Logística i transport
- Sistemes antipedra
- Serveis auxiliars (assessories, enginyeries, serveis financers, TIC, fred industrial)